# 1882 год в истории железнодорожного транспорта
1882 год в истории железнодорожного транспорта

## События
- В Сальвадоре построена первая железнодорожная линия.[1]
- В России на Закавказской железной дороге введена турная езда.
- В России в ночь с 29 на 30 июня 1882 года на 316 км (7 пикет) перегона Чернь — Мценск, недалеко от станции Бастыево Московско-Курской железной дороги из-за размыва насыпи произошла Кукуевская железнодорожная катастрофа.
- В Швейцарии закончено строительство Сен-Готардской железной дороги и тоннеля Сен-Готард, открыто сквозное движение по дороге.

## Новый подвижной состав
- Коломенский завод изготовил два первых русских паровозо-вагона.